# Toaca, Mureș
Toaca este un sat în comuna Hodac din județul Mureș, Transilvania, România.

Localitatea are o școală generală, o grădiniță, un cămin cultural și un cabinet medical.

## Imagini

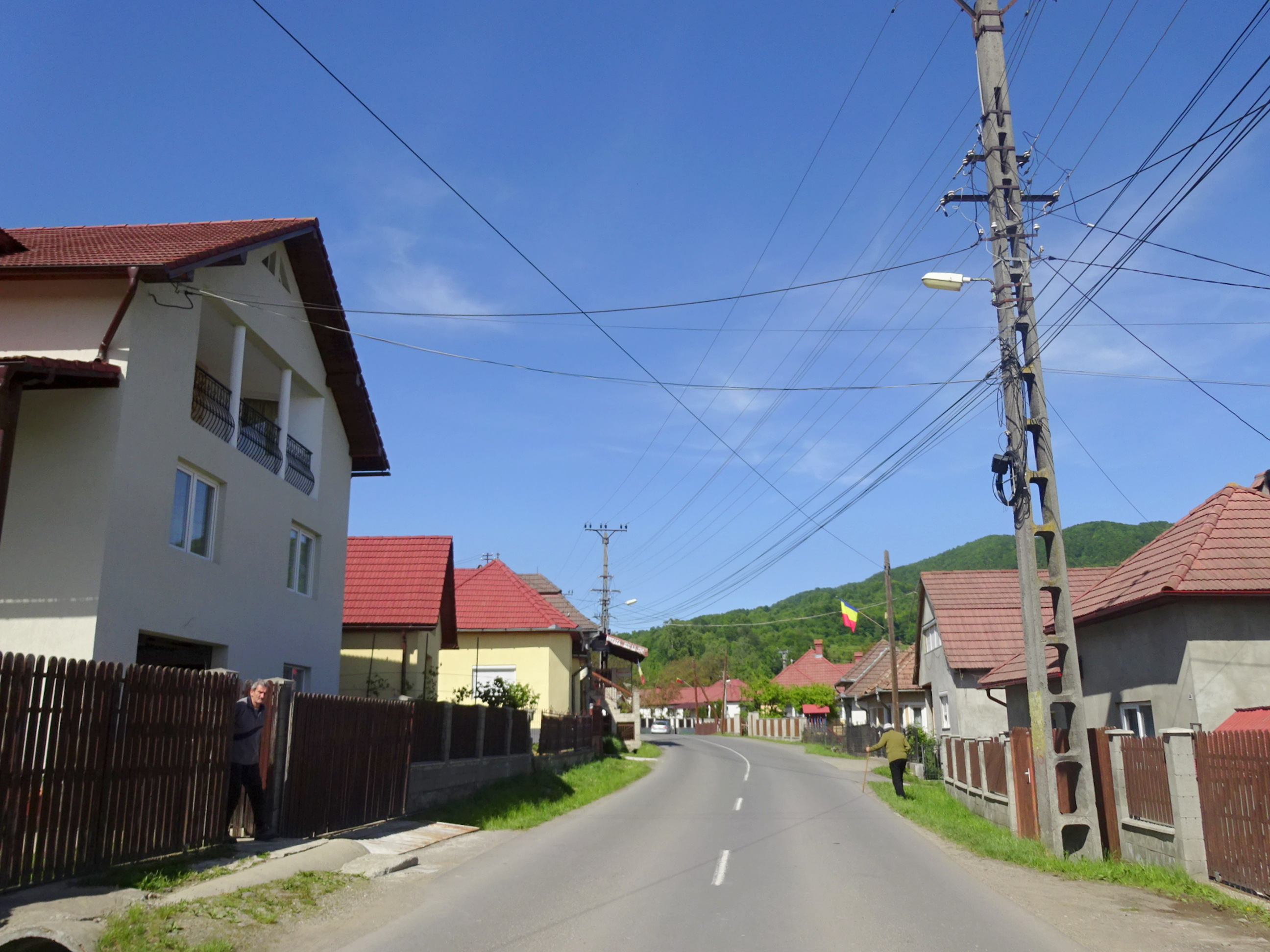
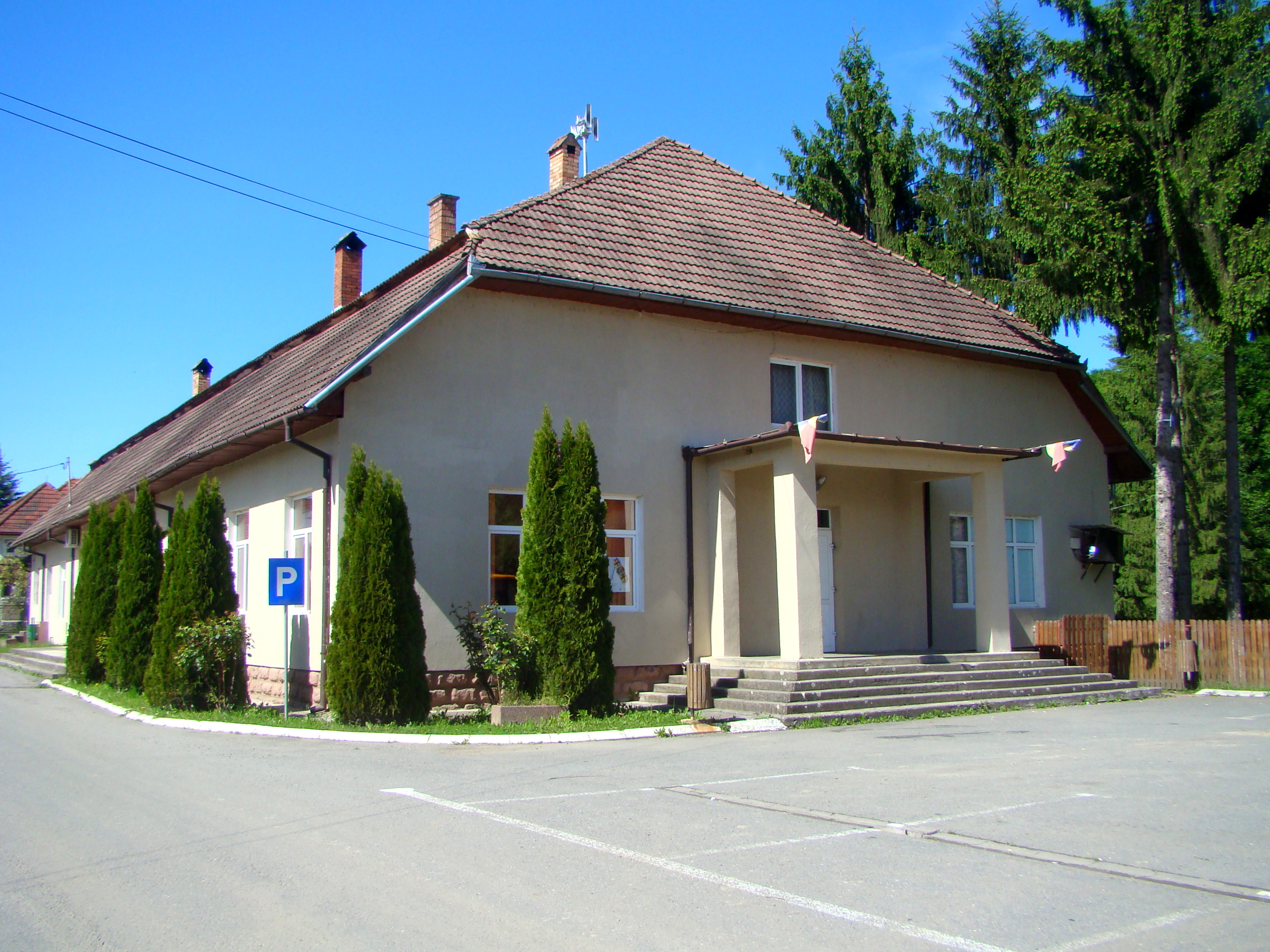
Căminul cultural
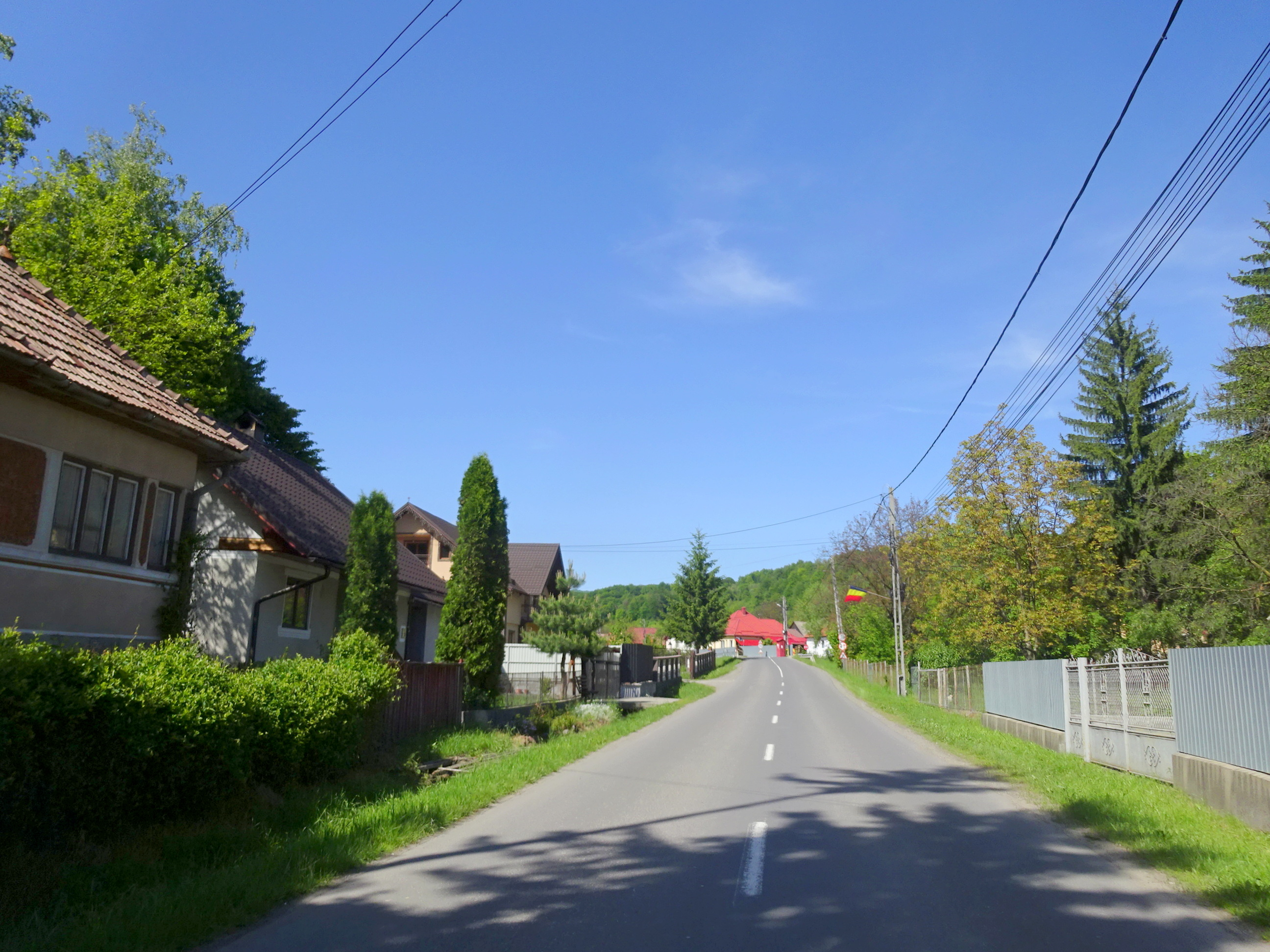
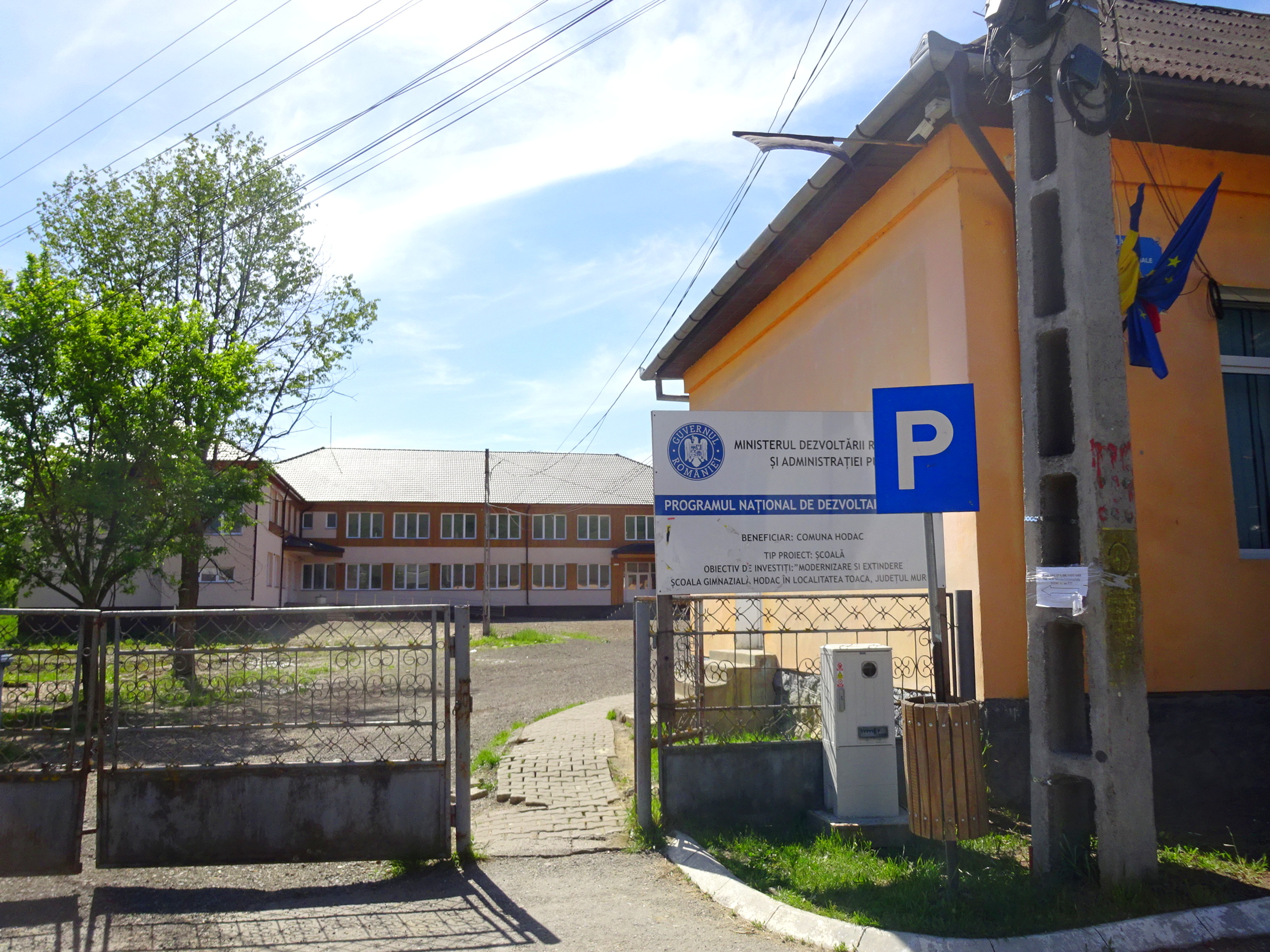
Școala
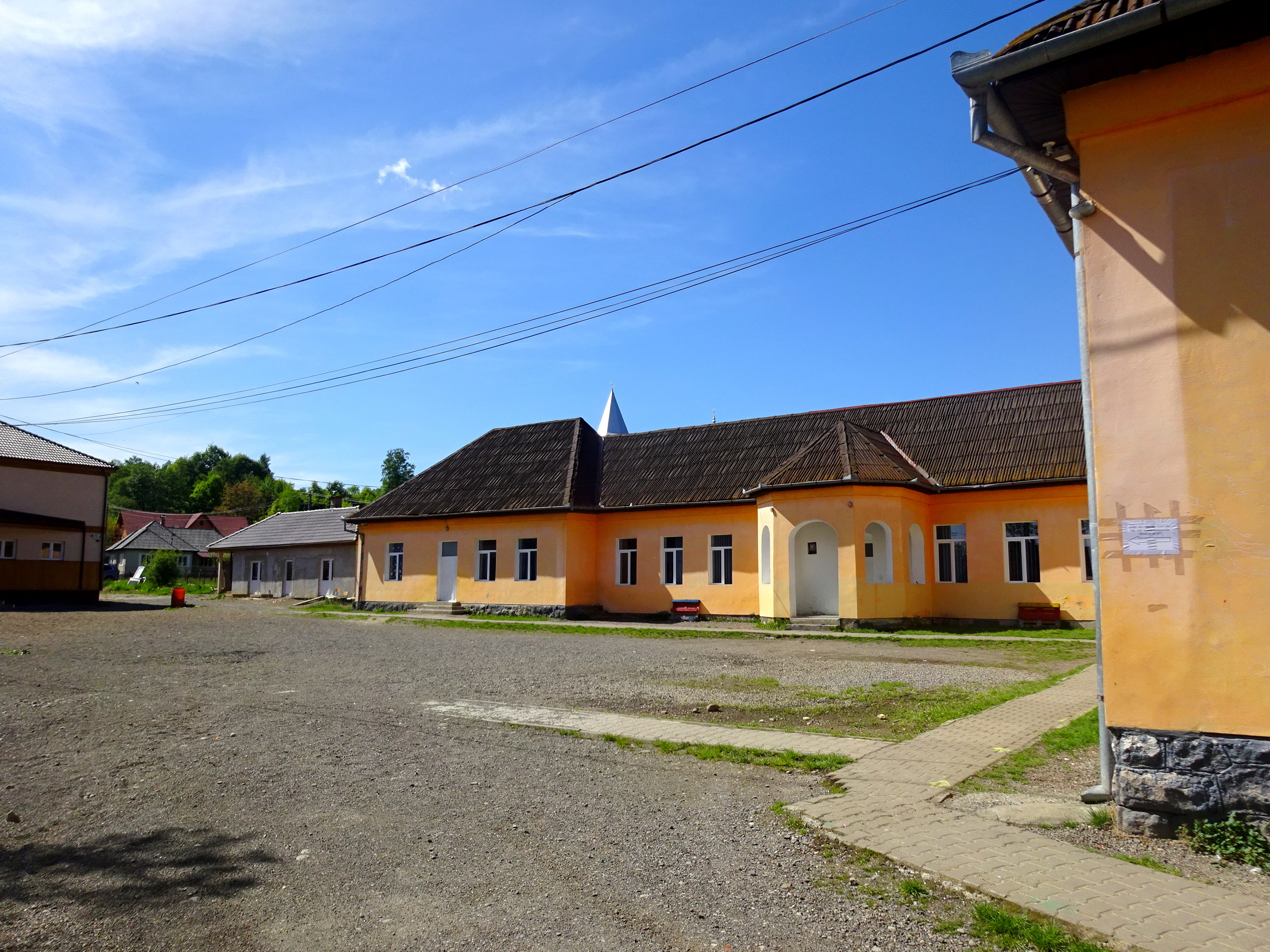
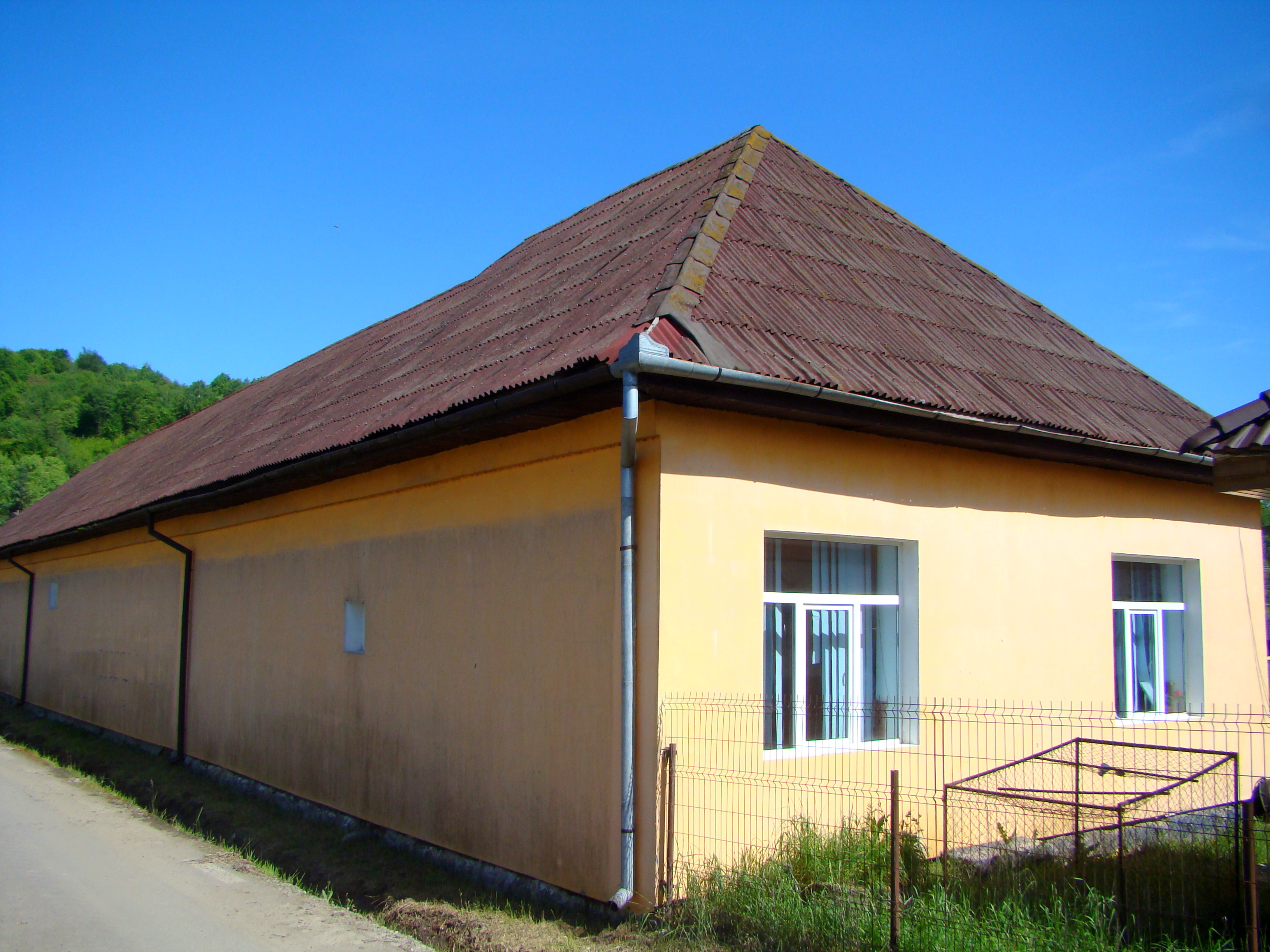
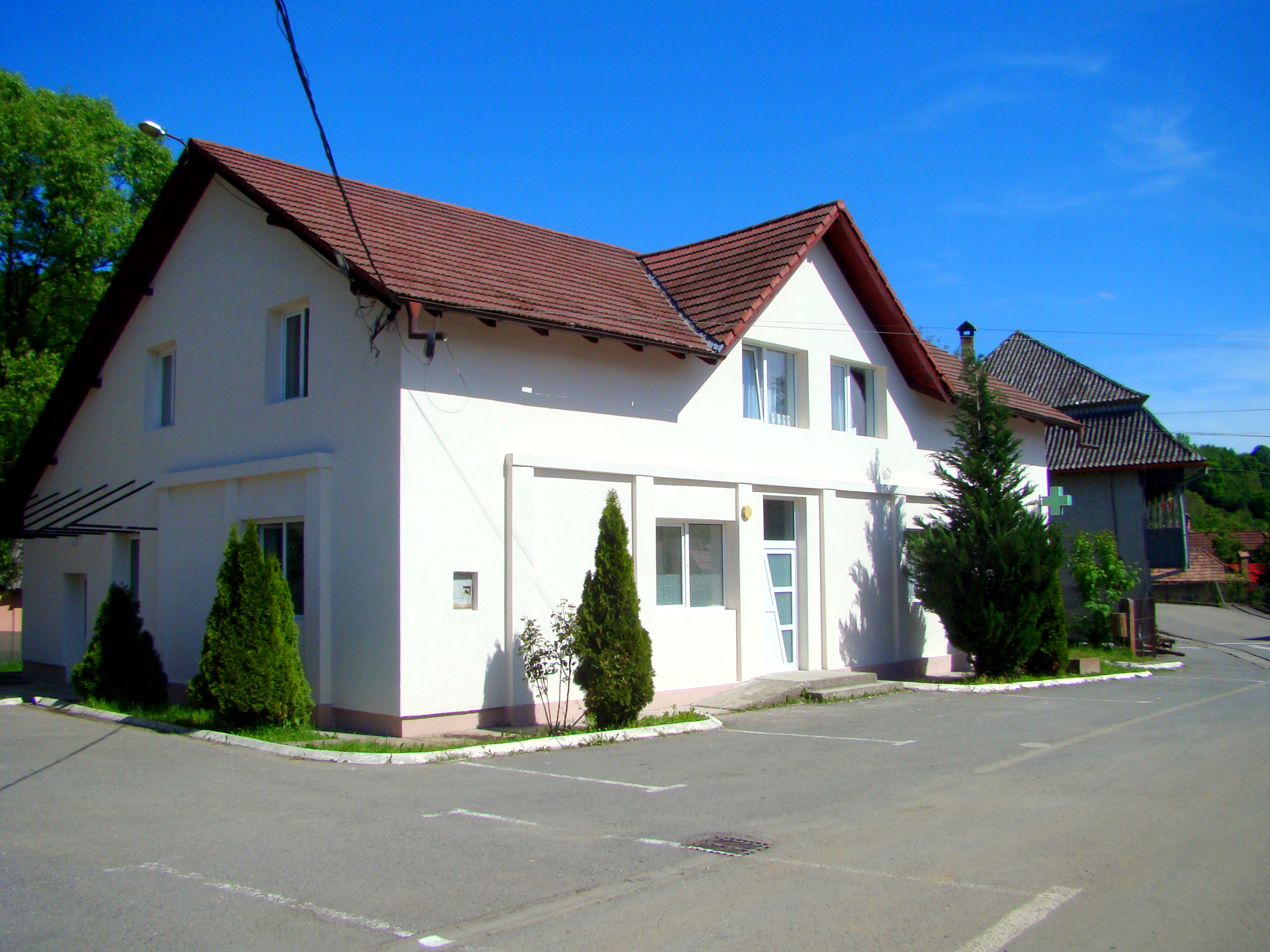
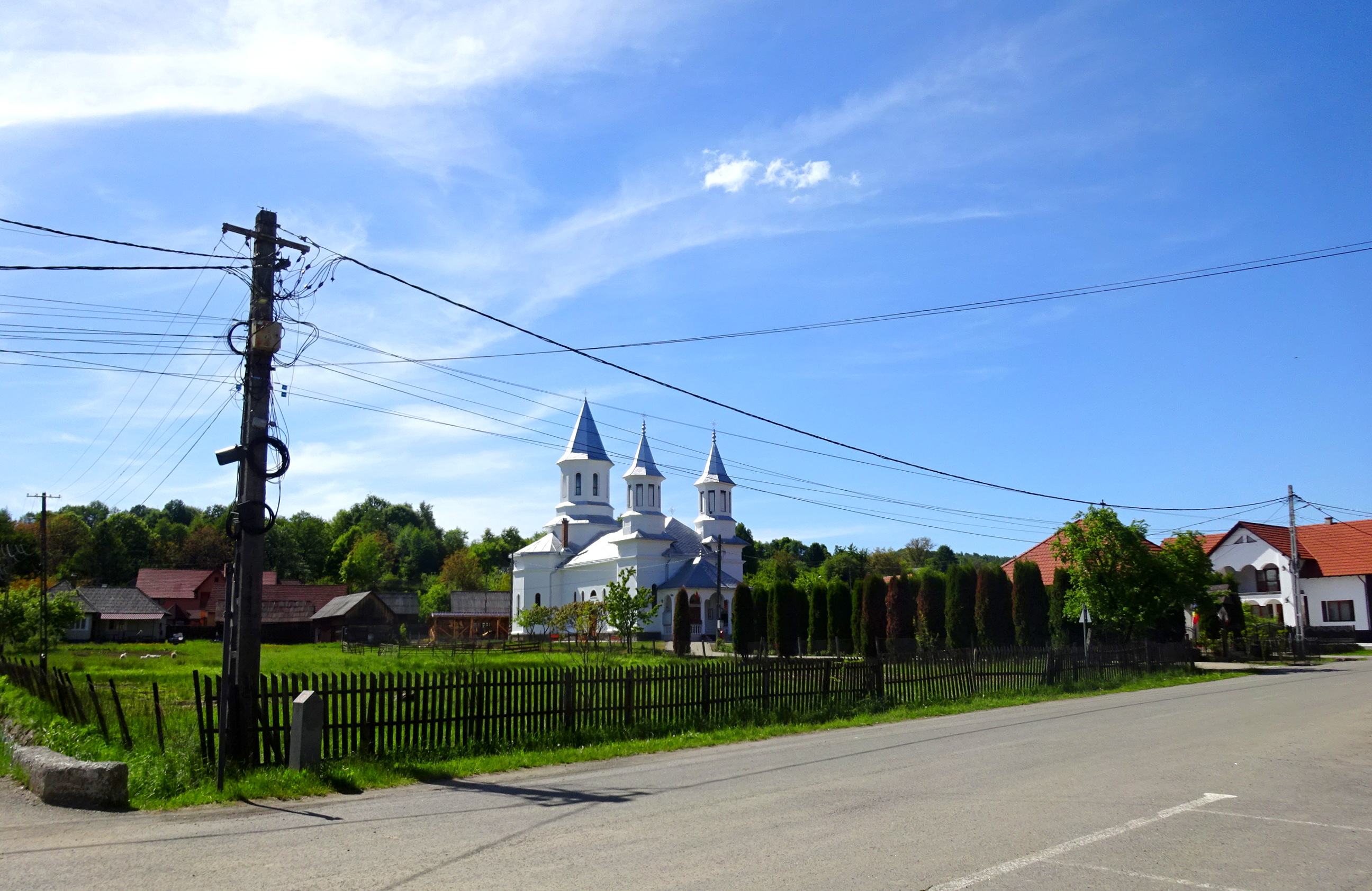
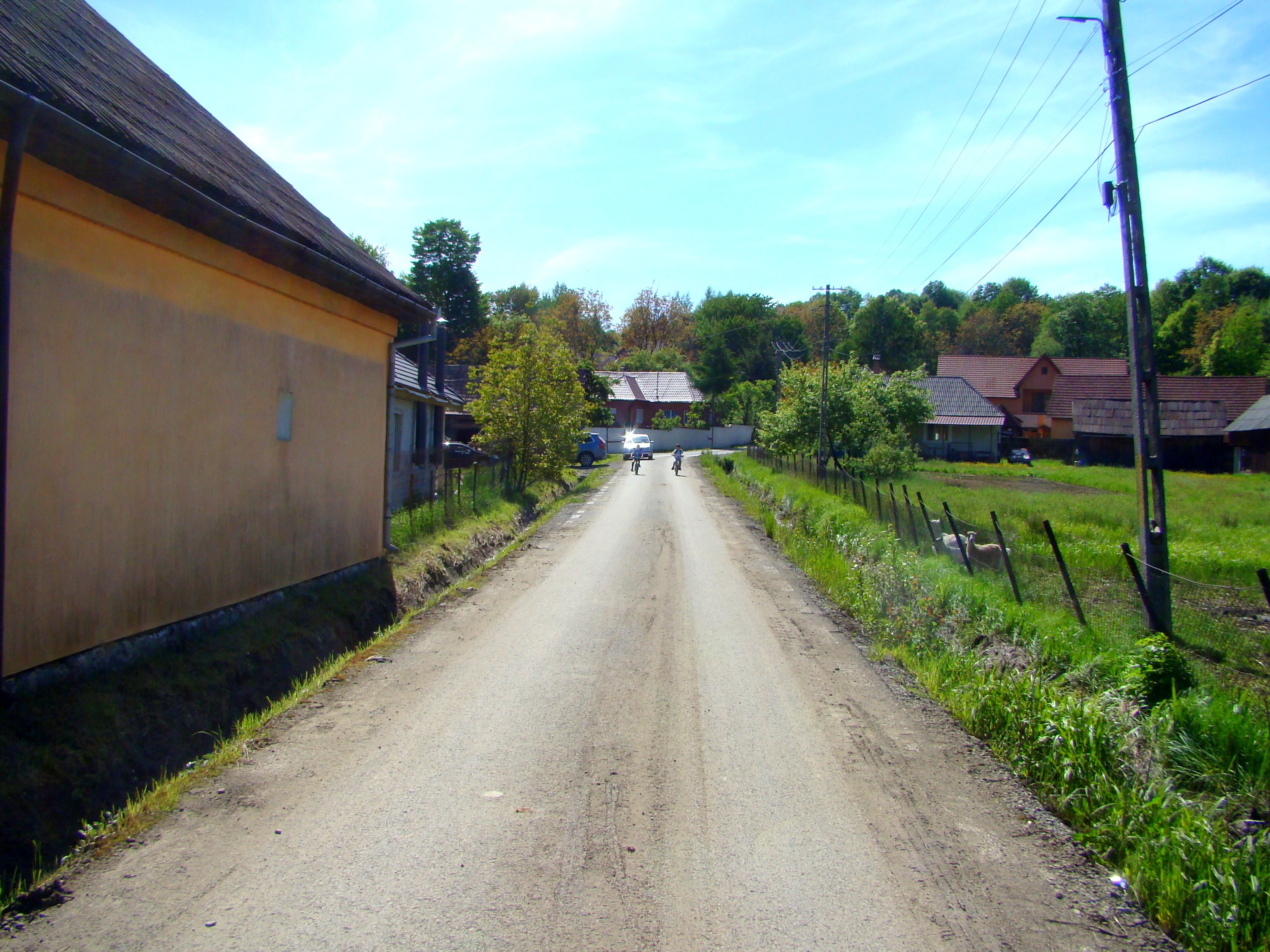
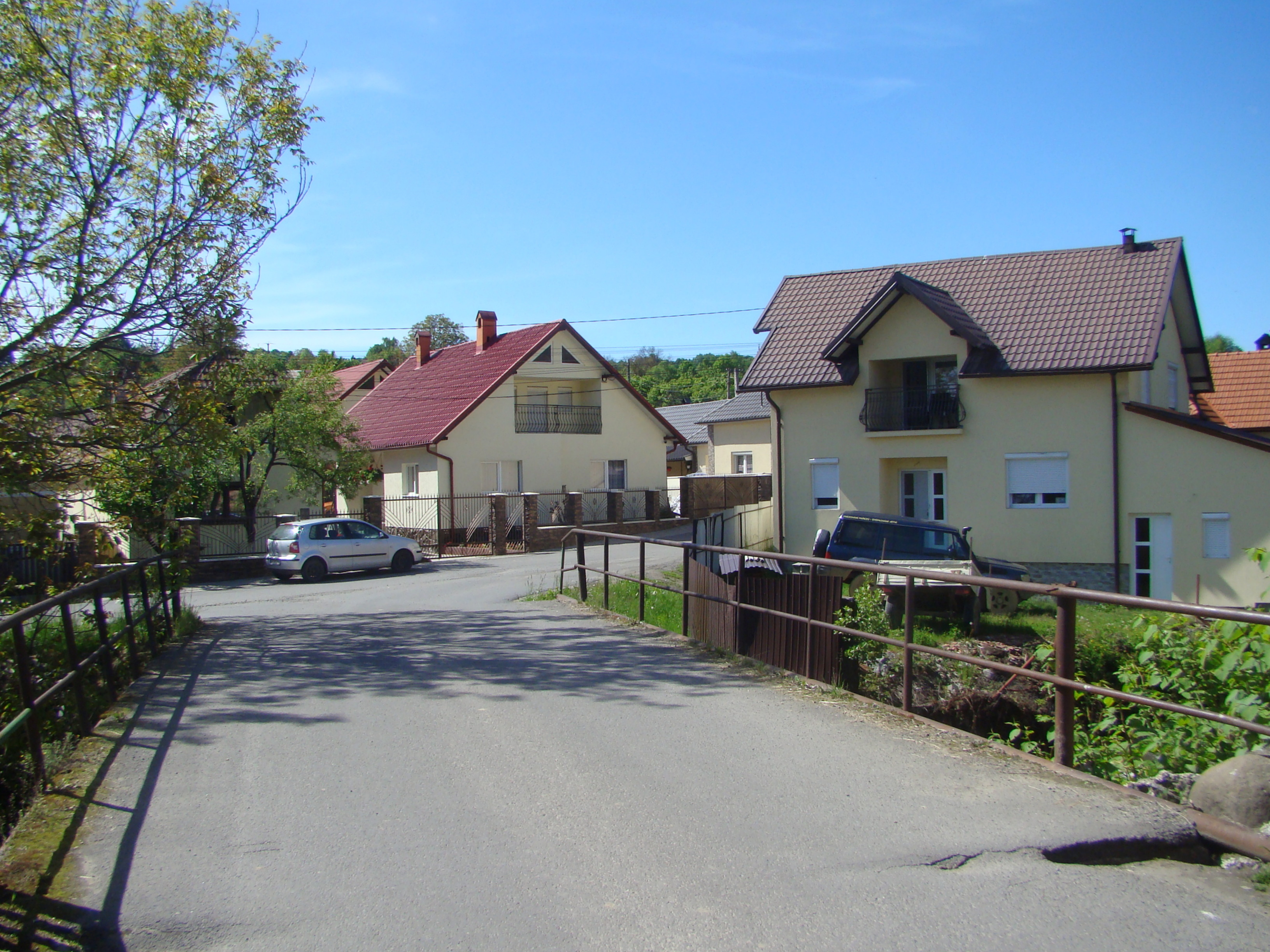
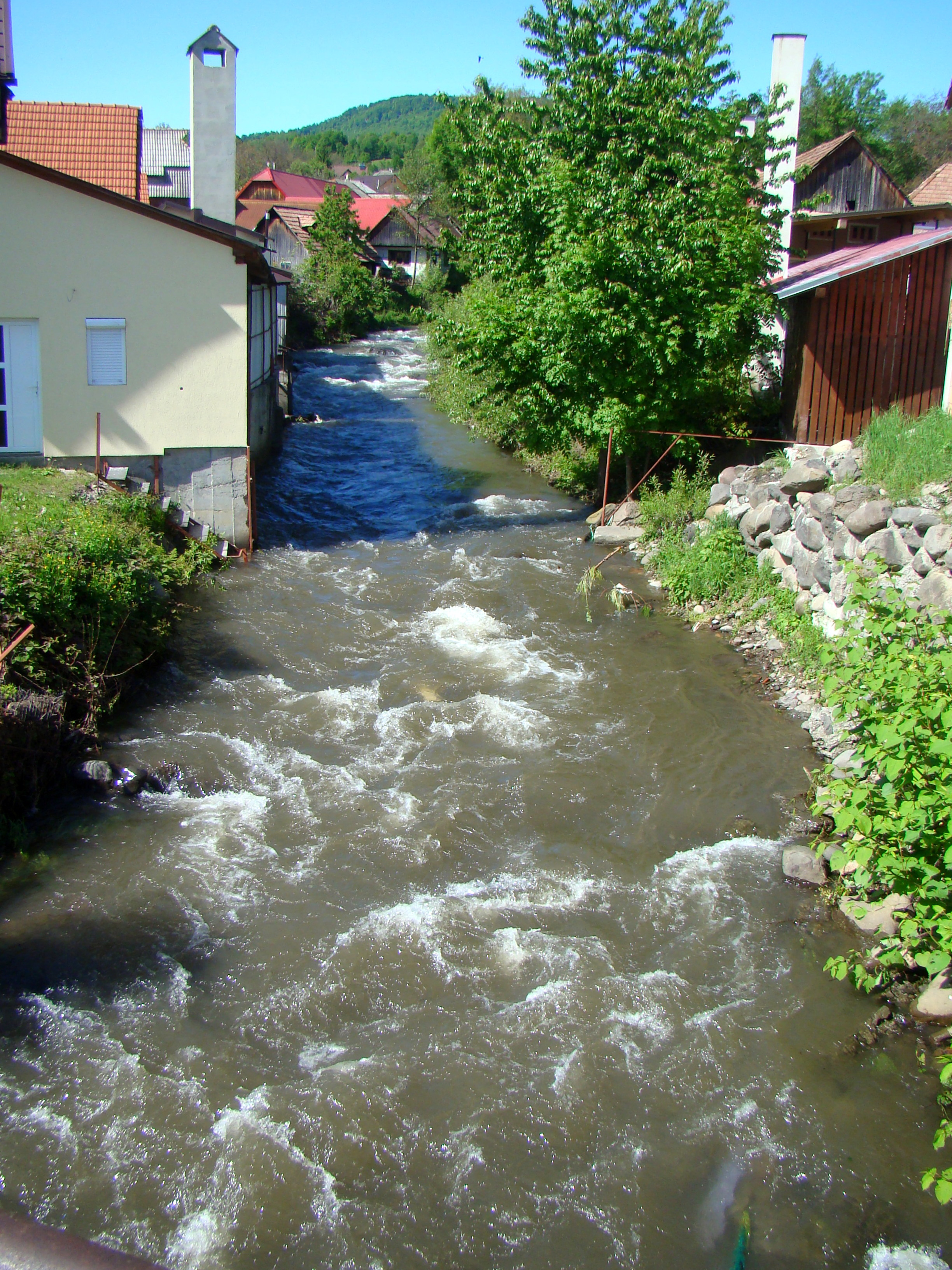
Râul Isticeu în satul Toaca
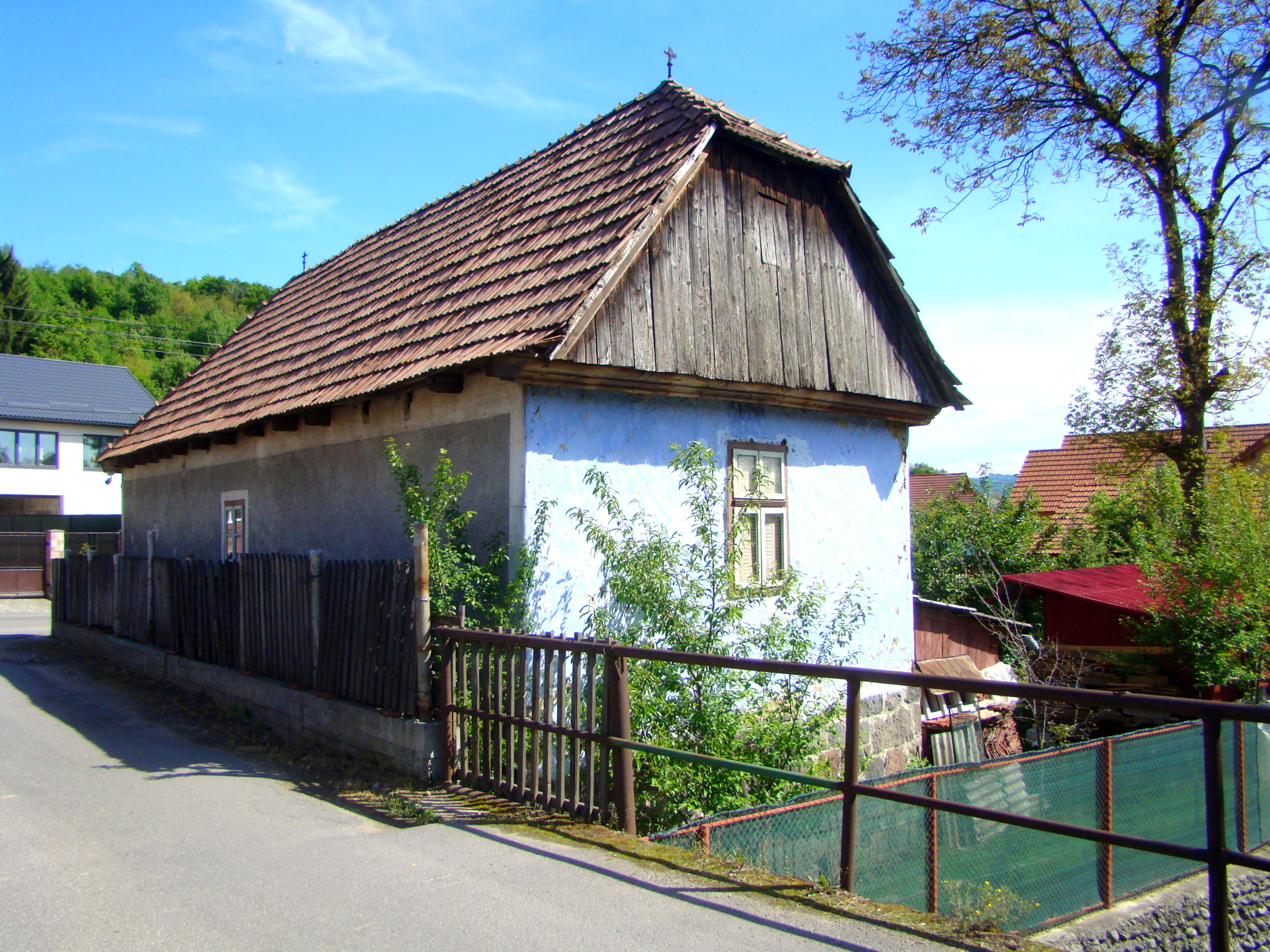
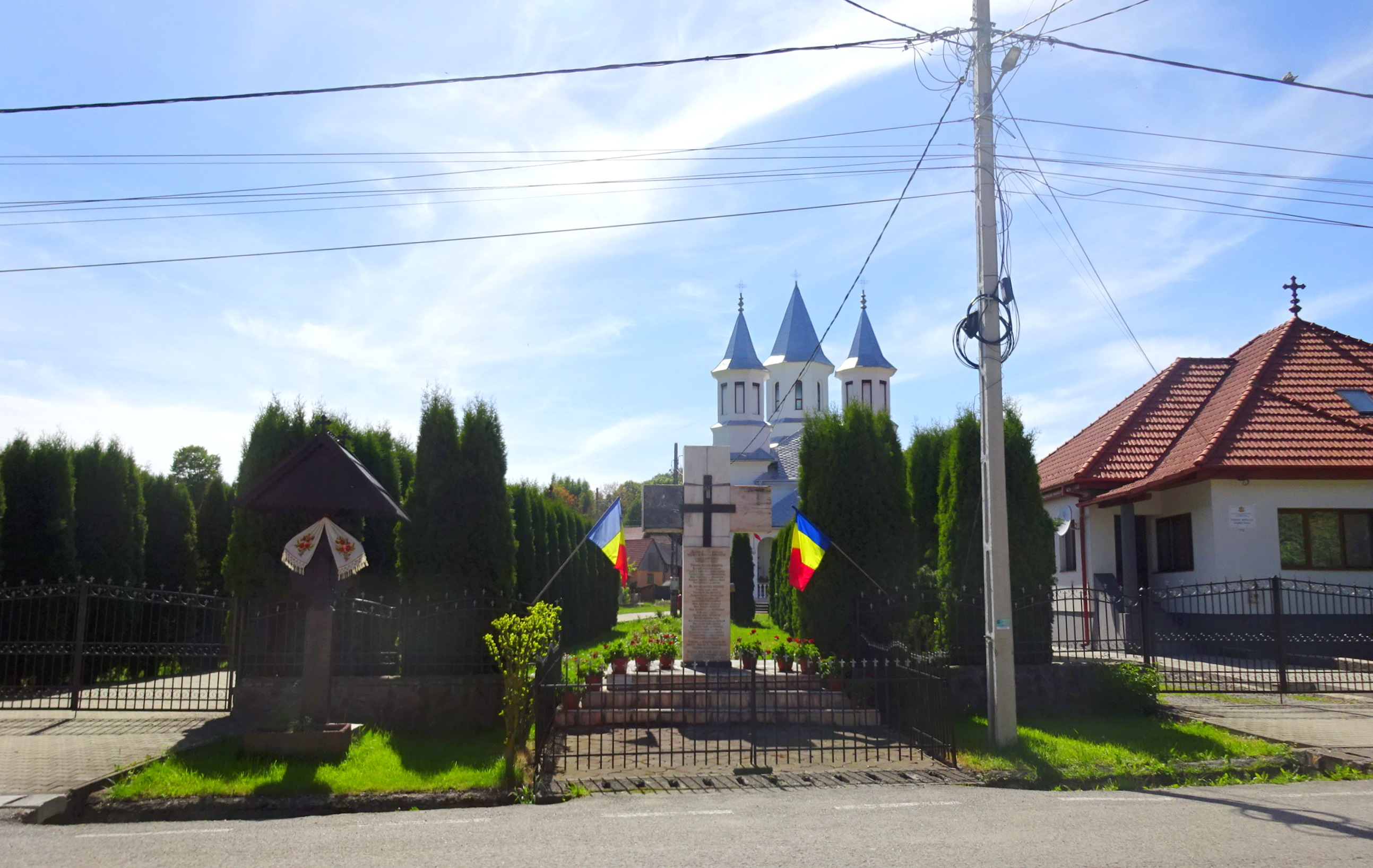
Monumentul eroilor, biserica și casa parohială
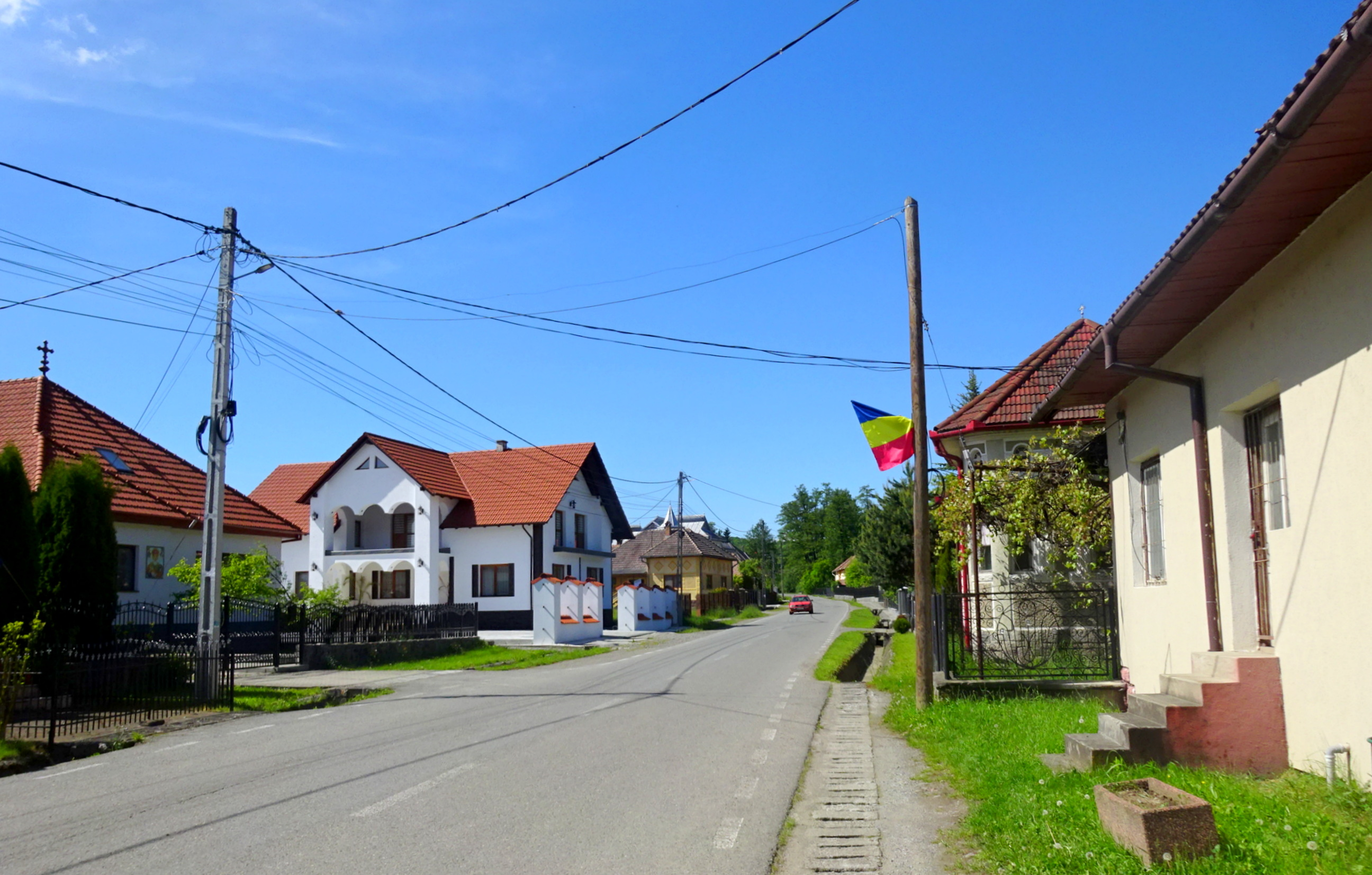
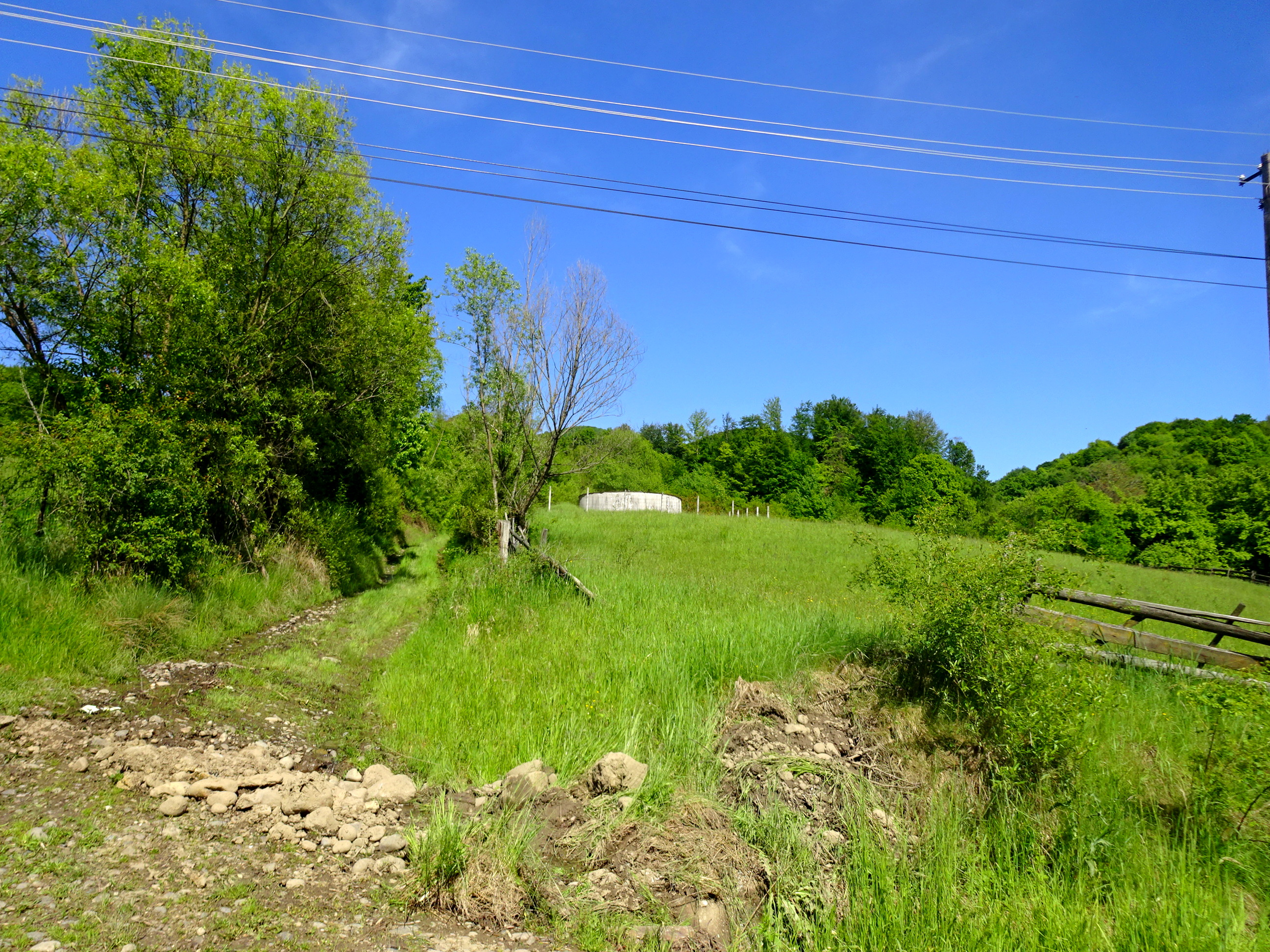